# IC 5104
IC 5104 ist eine Balken-Spiralgalaxie vom Hubble-Typ SBab, im Sternbild Pegasus am Nordsternhimmel. Sie ist schätzungsweise 231 Millionen Lichtjahre von der Milchstraße entfernt und hat einen Durchmesser von etwa 105.000 Lj.
Das Objekt wurde am 26. Oktober 1897 von Stéphane Javelle entdeckt.